# Männerchor Flügelrad
Der BSW- Männerchor Flügelrad war ein Chor in Wuppertal.

## Geschichte
1908 wurde der Männerchor in Heckinghausen, einem Ortsteil der damals selbstständigen Stadt Barmen, gegründet. Er war zunächst ein reiner Eisenbahner-Gesangsverein, öffnete sich aber später auch für andere Mitglieder. Nach dem Zweiten Weltkrieg trat der Chor unter anderem in der Stadthalle Wuppertal und im Opernhaus Wuppertal auf; seine Tourneen führten ihn nach Österreich, England, Frankreich, Polen und in die Schweiz.
Von 1955 bis 2011 hielt der Männerchor Flügelrad den Titel Meisterchor. Der Chorverband Nordrhein-Westfalen vergibt diese höchste Auszeichnung für Amateurchöre alle fünf Jahre innerhalb eines Wettbewerbes, den Flügelrad zehn Mal in Folge für sich entscheiden konnte; seither ist die Sangesgemeinschaft Wuppertals meistausgezeichneter Chor. Auch im Vergleich mit anderen Chören Nordrhein-Westfalens schnitt das Ensemble erfolgreich ab.
2014 lösten sich Chor und Verein auf, als Grund nannte der letzte Vorsitzende Hartmut Rosenkranz fehlenden Nachwuchs. Ende der 1950er bestand der Chor aus fast 100 Sängern, zuletzt waren es noch rund 30. Die Sangesgemeinschaft gab unter der Leitung ihres Dirigenten Hans-Jürgen Fleischer am 21. Dezember 2014 in der Lutherkirche Barmen ein letztes Konzert.